# Odynerus biegelebeni
Odynerus biegelebeni är en stekelart som beskrevs av Dusmet 1928. Odynerus biegelebeni ingår i släktet lergetingar, och familjen Eumenidae. Inga underarter finns listade i Catalogue of Life.